# César Gaviria Trujillo
César Gaviria Trujillo (castellà: César Augusto Gaviria Trujillo(español))  (Pereira, 31 de març de 1947) és un economista i polític colombià, President de Colòmbia entre 1990 a 1994, Secretari General de l'Organització d'Estats Americans de 1994 a 2004 i Director Nacional del Partido Liberal de 2005 al 2009.Durant el seu mandat com a president fou convocada una Assemblea Nacional Constituent que promulgà la Constitució de Colòmbia de 1991.

## Biografia
Durant el seu mandat presidencial, combat els traficants de droga colombians i és sota la seva legislatura que el baró del càrtel de Medellin, Pablo Escobar, és eliminat. El vigor i la sinceritat d'aquest combat són tanmateix discutits. La rendició de Pablo Escobar havia estat negociada amb les autoritats, i el famós traficant de droga no consent a lliurar-se només després d'haver obtingut una promesa de no-extradició. S'instal·la en una luxosa « presó » que ell mateix ha fet construir, on s'envolta del seu estat major i continua dirigint el narcotràfic. D'altra banda, encara que la guàrdia de la seva presó estigui assegurada per la policia colombiana, Escobar continua rebent-hi els quadres del Càrtel i hi fa igualment introduir homes sospitosos de traïció que fa torturar a mort. Quan aquestes actuacions són conegudes per l'opinió pública, el govern decideix traslladar el presoner no sense haver-lo advertit prèviament cosa que l'incita a escapar-se.
En detriment d'un creixement econòmic estable, de les inversions estrangeres, i de la capacitat de l'Estat colombià per pagar regularment els interessos del seu deute, el 45 % dels colombians viuen a sota del llindar de pobresa (particularment al camp) i les quasi-barraques s'estenen al voltant de les urbs. Creats pels narcotraficants i sostinguts per l'exèrcit (el president Gaviria declara veure en ells una « solució possible »), els grups paramilitars, de vegades anomenats « autodefenses » per certs mitjans de comunicació, són encarregats de lluitar contra els guerrillers. A les ciutats, aquests grups porten missions de neteja social contra els « improductius » i « residus ». Vagabunds, marginats, nens del carrer i homosexuals són assassinats per aquests grups. La corrupció es desenvolupa: molts jutges, diversos senadors, capellans, i fins el director de la policia nacional han tingut lligams amb els traficants.
El seu govern crea l'any 1994 els « Convivir », que han d'ajudar l'exèrcit a preveure les activitats dels grups insurrectes gràcies a una xarxa d'informants. Tanmateix, segons el periodista Hernando Calvo Ospina, « la realitat ha demostrat que els Convivir han permès legalitzar les xarxes d'assassins a sou al servei dels narcotraficants i dels propietaris de terres tot tenint l'objectiu principal d'utilitzar la població civil com a cobertura sexual del moviment paramilitar. » 
De 1994 a 2004, és secretari general de l'Organització d'Estats Americans. Cèsar Gaviria és membre honorari del Club de Roma. El seu fill Simón Gaviria dirigeix el Partit liberal entre 2011 i 2014, després és director nacional de la planificació de Juan Manuel Santos de 2014 a 2017. Cèsar Gaviria torna des de llavors a ser el cap del partit. S'uneix a la candidatura d'Iván Duque per a l'elecció presidencial de 2018, que aquest assoleix.

## A la cultura popular
A la sèrie de televisió Narcos, ficció de la persecució de Pablo Escobar i del càrtel de Medellín per la DEA, el seu paper és interpretat per l'actor mexicà Raúl Méndez.